# Yi Siling
Yi Siling (chiń. 易思玲; pinyin Yì Sīlíng; ur. 6 maja 1989 r. w Hunan) – chińska strzelczyni, mistrzyni olimpijska, mistrzyni świata.
Jest mistrzynią igrzysk olimpijskich w 2012 roku w Londynie. W rywalizacji finałowej konkurencji karabin pneumatyczny 10 m wyprzedziła Sylwię Bogacką i swoją rodaczkę Yu Dan. Cztery lata później w Rio de Janeiro w tej samej konkurencji zdobyła brązowy medal, przegrywając jedynie z Amerykanką Virginią Thrasher oraz Du Li.

## Igrzyska olimpijskie
| Igrzyska | Miejscowość    | Konkurencja                | Kwalifikacje | Kwalifikacje | Finał | Finał   |
| Igrzyska | Miejscowość    | Konkurencja                | Wynik        | Pozycja      | Wynik | Pozycja |
| -------- | -------------- | -------------------------- | ------------ | ------------ | ----- | ------- |
| IO 2012  | Londyn         | Karabin pneumatyczny, 10 m | 399          | 2. Q         | 502,9 | złoto   |
| IO 2016  | Rio de Janeiro | Karabin pneumatyczny, 10 m | 415,9        | 8. Q         | 185,4 | brąz    |